# Königsfarne
Königsfarne (Osmunda), auch Rispenfarne genannt, sind eine Gattung innerhalb der Familie der Königsfarngewächse (Osmundaceae), die zu den Farnen gehört. Die etwa 15 Arten wachsen terrestrisch.

## Beschreibung
Die Königsfarne sind ausdauernde Stauden mit kurzem, aufrechtem und unterirdischen Rhizom. Die Blätter sind groß, am Ende des Rhizoms dicht schraubig gehäuft, ohne Spreuschuppen und mit einem kräftigen, rinnenförmigen Leitbündel. Die Blattspreite ist einfach oder doppelt gefiedert. Die Sporangien sind nicht zu Sori zusammengefasst und, im Gegensatz zu vielen anderen Farnen,  fehlt ihnen ein Anulus. Sie sind geknäuelt am Rand der eine Art Rispe darstellenden fertilen Blattabschnitte.

## Verbreitung und Fossilienfunde
Die Osmunda-Arten gedeihen hauptsächlich auf der Nordhalbkugel und in den Subtropen; nur selten in der Neotropis.
Interessant ist der Fossilienfund von Osmunda claytoniites aus der Trias der Antarktis. Osmunda claytoniana und sein etwa 200 Mio. Jahre alter Verwandter Osmunda claytoniites sind morphologisch kaum zu unterscheiden. Die Gattung Osmunda ist also mindestens 200 Millionen Jahre alt und damit eine der am längsten nachweisbaren Pflanzengattungen der Erde.

## Systematik
Der Gattungsname Osmunda ehrt den angelsächsischen Herrscher Osmund des 8. Jahrhunderts. Schon John Parkinson verwendete 1640 in seinem Theatrum botanicum diesen Namen. Dies begründet auch die Herkunft des deutschsprachigen Trivialnamens Königsfarn. Nicht belegt ist, dass der Name von lateinisch Os mundi abgeleitet ist oder etwas mit dem Gott Thor zu tun hat.
Zur Gattung Königsfarne (Osmunda) gehören etwa 15 Arten. In der mitteleuropäischen Flora kommt nur der Königsfarn (Osmunda regalis) vor. Die ganze Gattung ist weltweit verbreitet; sie fehlt nur in großen Teilen des nördlichen Asiens, des nördlichen Nordamerikas und in Australien.

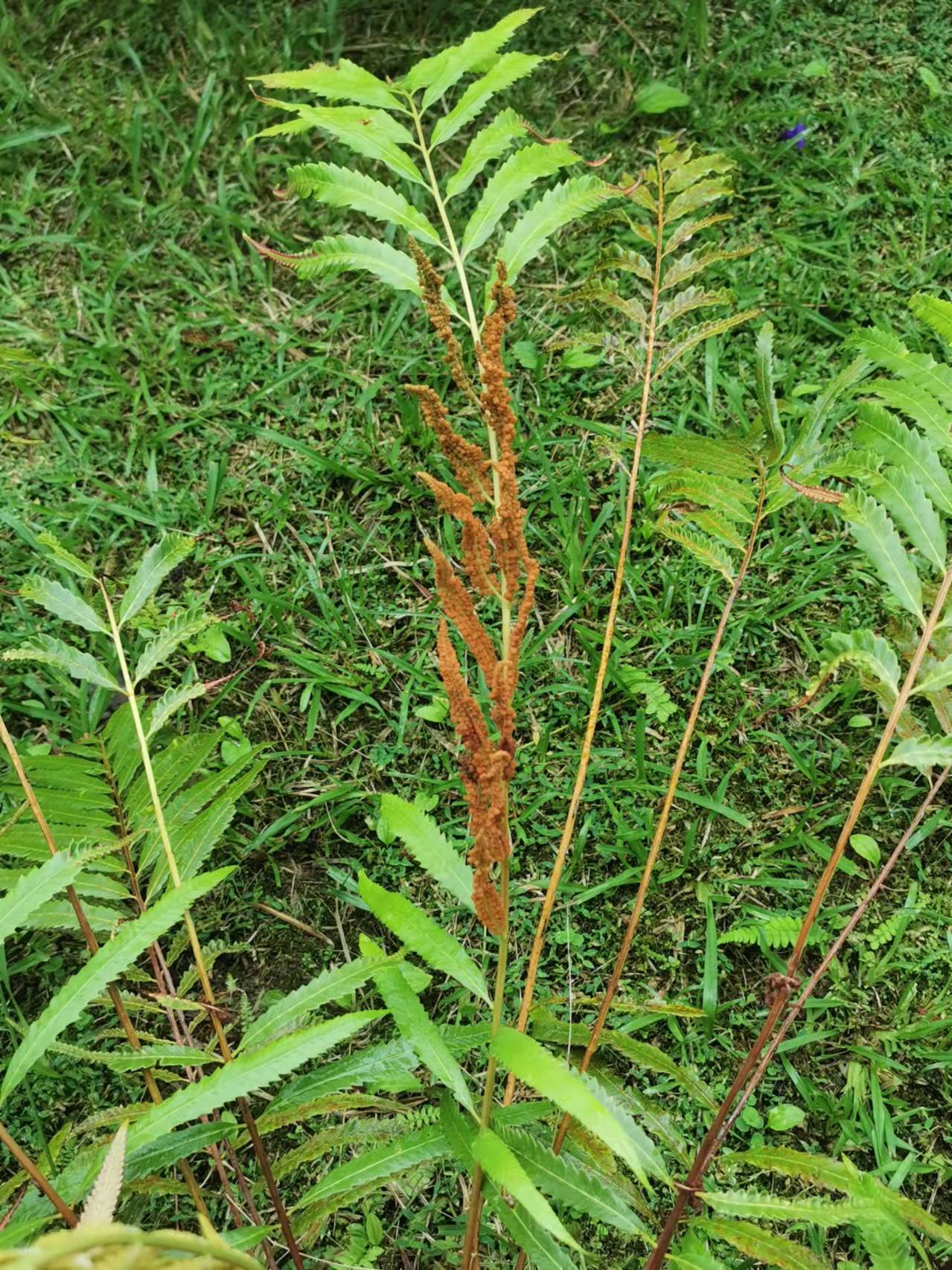
Osmunda banksiifolia

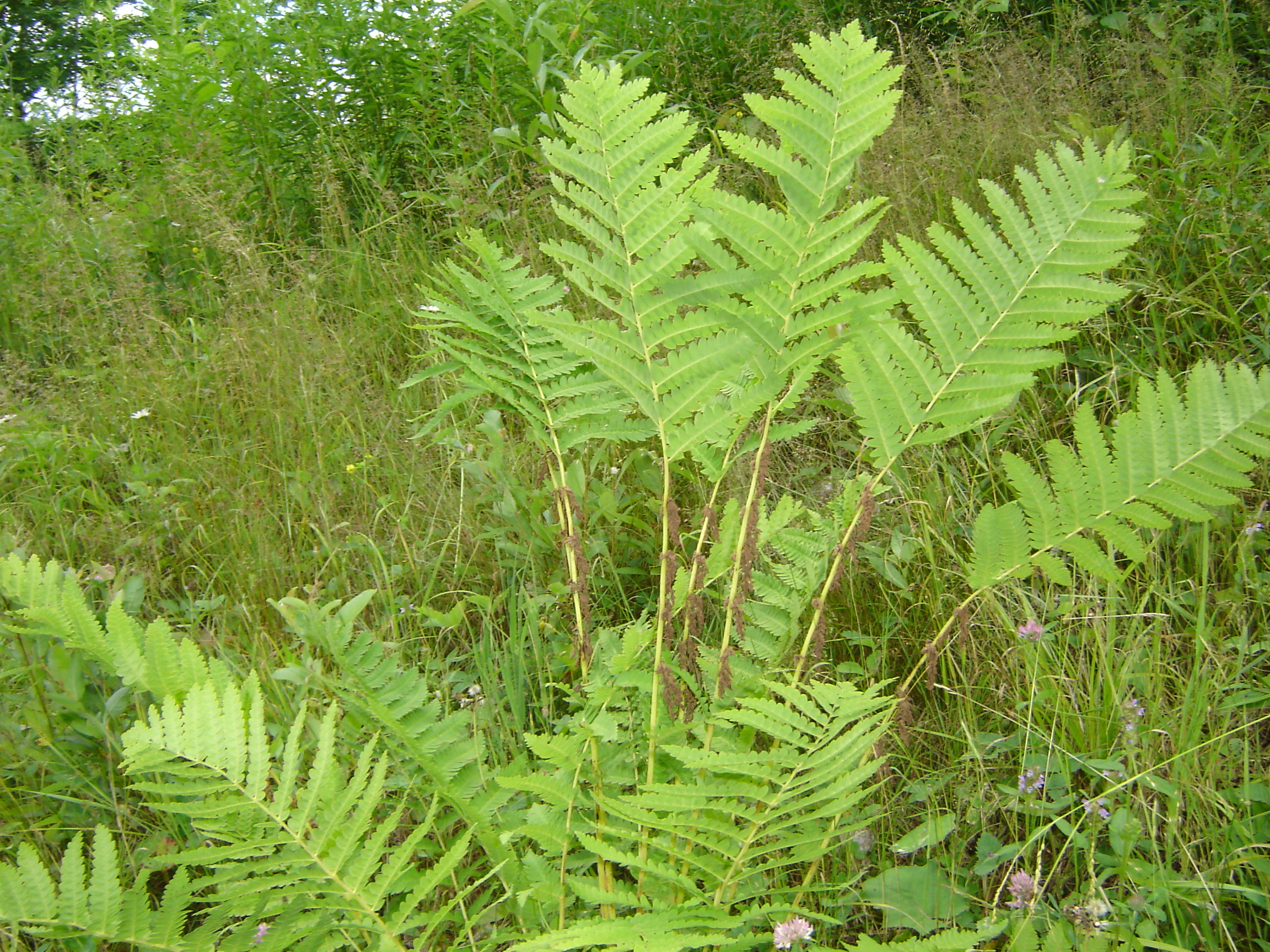
Teufelsfarn (Osmunda claytoniana)

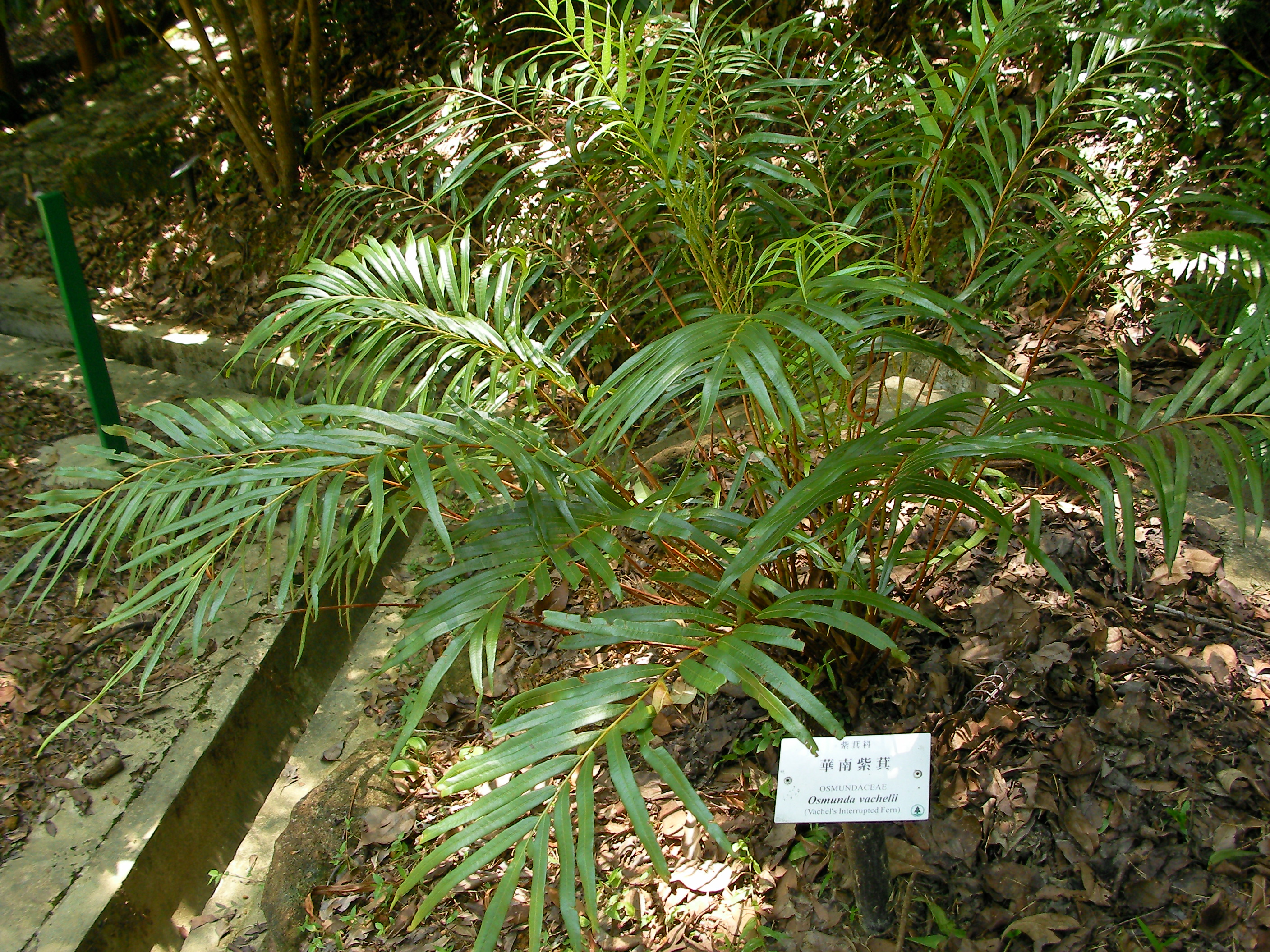
Osmunda vachellii

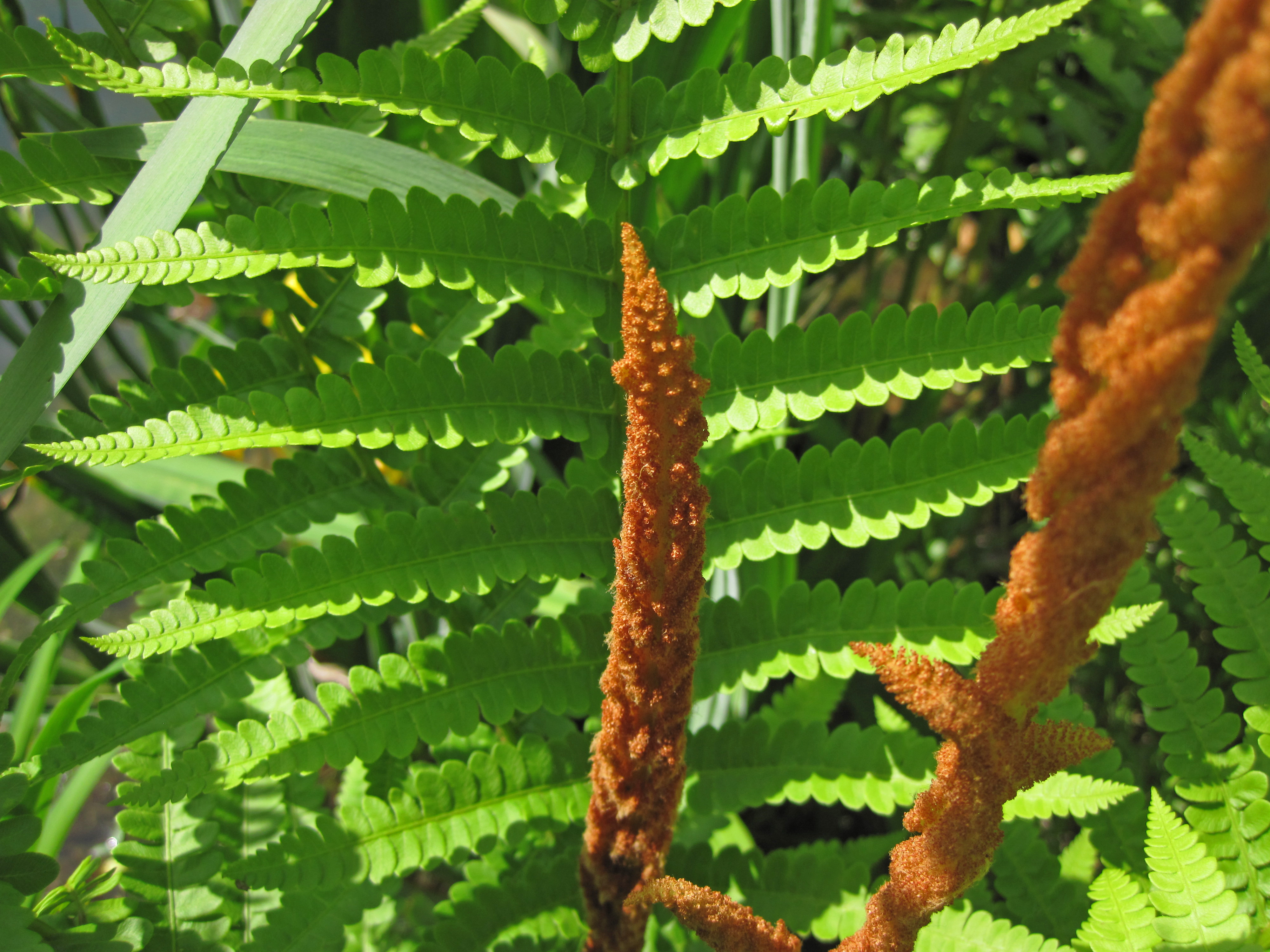
Zimtfarn (Osmundastrum cinnamomeum)

Die Gattung Osmunda umfasst folgende Arten (Auswahl):
- Osmunda acuta (Burm.f.) Fraser-Jenk. (Syn.: Osmunda obtusifolia Willd., Osmunda capensis C.Presl): Die Art kommt in Afrika, Madagaskar und in Indien vor.[4]
- Osmunda banksiifolia (C.Presl) Kuhn (Syn.: Osmunda bromeliifolia), (C. Presl) Copel.: Sie kommt in Borneo, in Indonesien, auf den Philippinen, in China, Taiwan, Japan, Kamtschatka, auf den Nansei-Inseln und den Ogasawara-Inseln vor.[4]
- Teufelsfarn, auch Dunkler Kronenfarn oder Münzrollenfarn genannt, (Osmunda claytoniana L.): Bei ihm sind die Fiedern der fertilen Blätter im mittleren Bereich skelettiert und tragen Sporenkapseln – rein sterile Blätter ohne Sporangien kommen auch vor. Das Verbreitungsgebiet reicht vom zentralen und östlichen Kanada bis zu den zentralen und östlichen Vereinigten Staaten.[4]
- Osmunda japonica Thunb.: Sie kommt von Pakistan bis China, Korea, Japan und Sachalin vor.[4]
- Osmunda lancea Thunb.: Sie kommt nur in Japan vor.[4]
- Königsfarn (Osmunda regalis L.): Er kommt in Europa, Vorderasien und im nordwestlichen Afrika vor.[4]
- Osmunda spectabilis Willd.: Sie kommt in Nord-, Mittel- und in Südamerika vor.[4]
- Osmunda vachellii Hook.: Sie kommt vom südlichen China bis zur Malaiischen Halbinsel vor.[4]

Nicht mehr zur Gattung gerechnet wird heute der Zimtfarn, auch Zimtbrauner Königsfarn genannt, (Osmundastrum cinnamomeum (L.) C.Presl, früher Osmunda cinnamomea L.). Bei ihm gibt es rein der Assimilation dienende und rein der Sporenbildung dienende Blätter. Sie ist in der Neuen Welt sowie in Ostasien von Assam bis Kamtschatka weitverbreitet. Junge Blätter werden in Kanada gesammelt und die Stiele wie Spargel zubereitet.

## Bilder

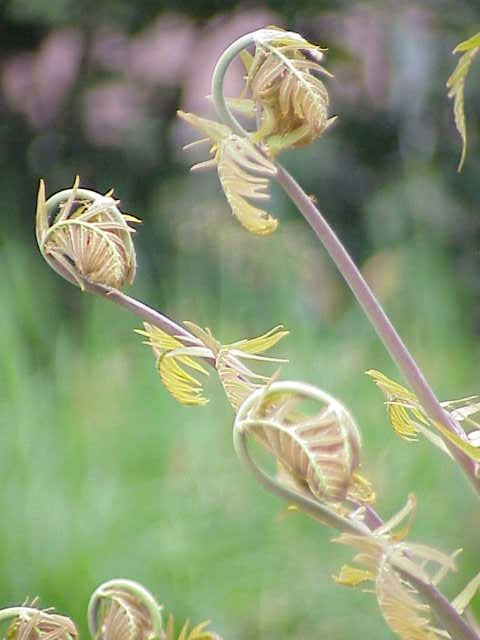
Königsfarn (Osmunda regalis), junge Farnwedel beim Ausrollen
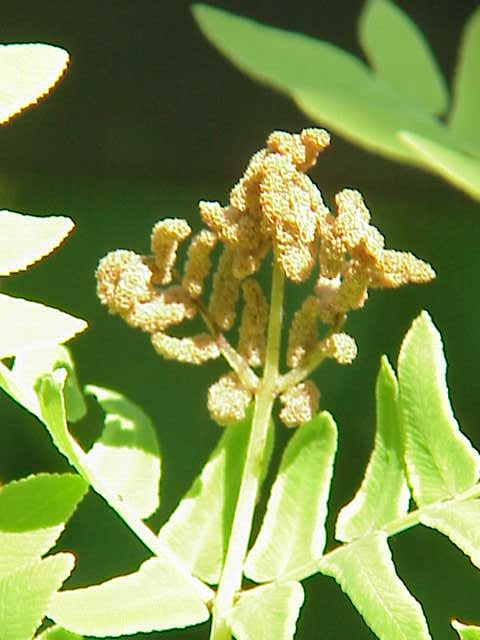
Königsfarn (Osmunda regalis), sich gerade entwickelnder fertiler Teil des Farnwedels
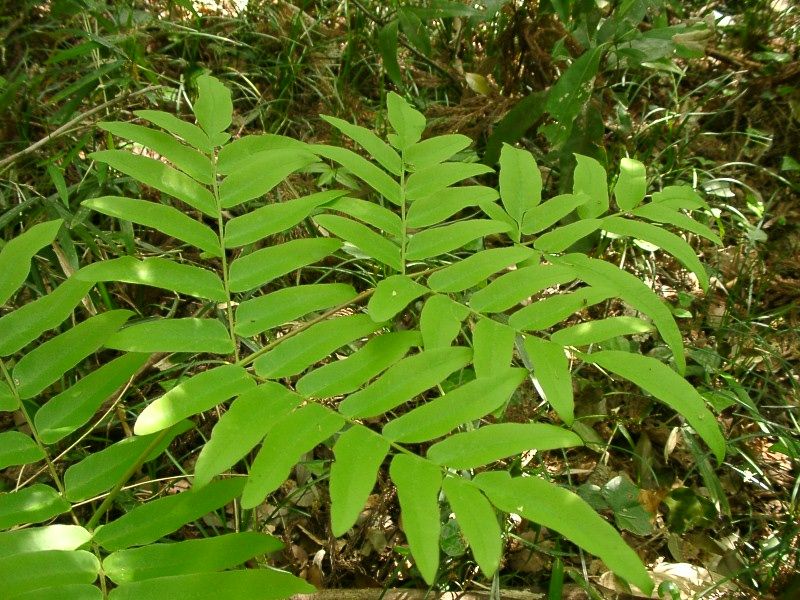
Osmunda japonica